# Synod trupi

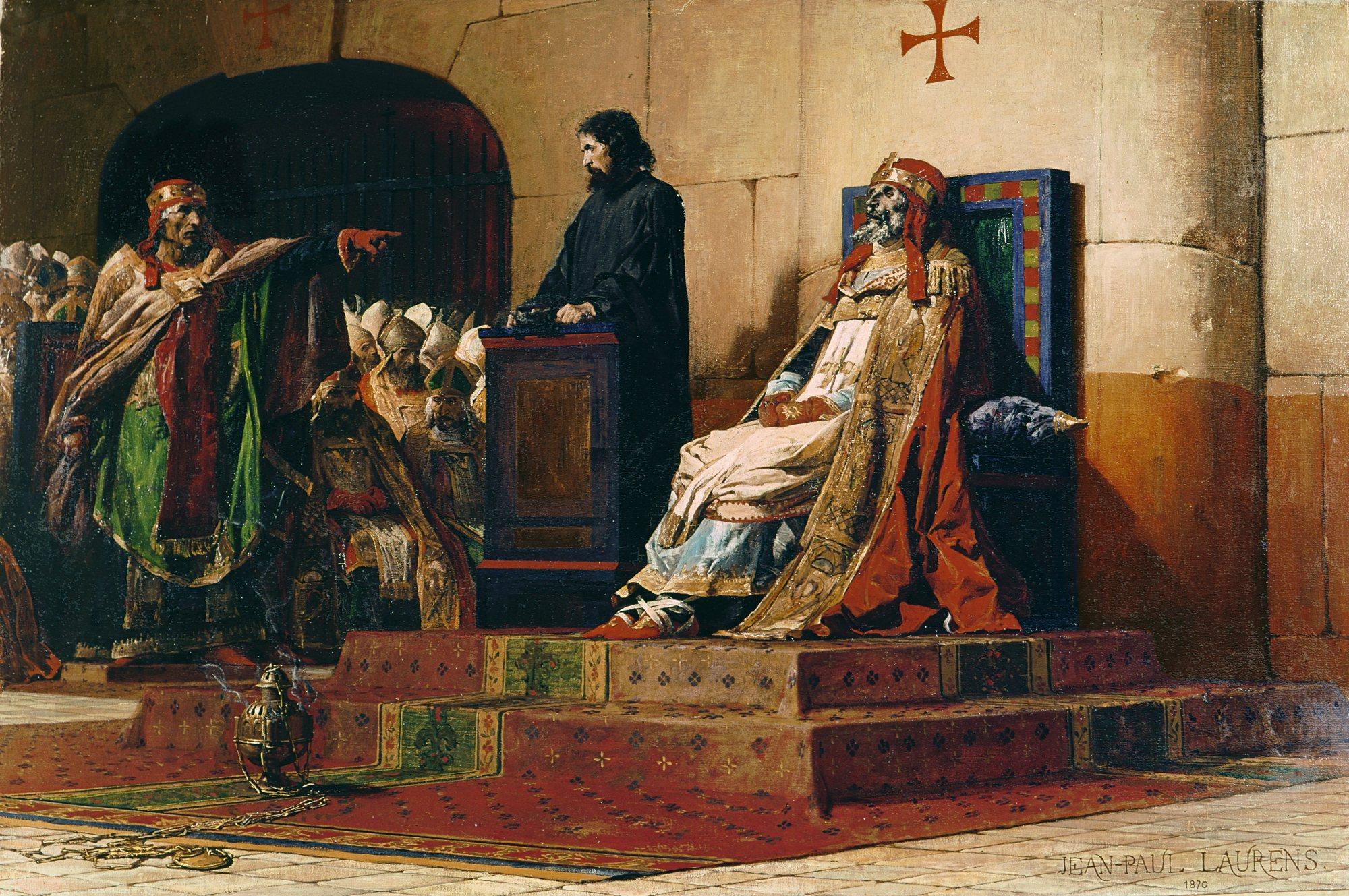
Jean-Paul Laurens, Papież Formozus i Stefan VI, 1870

Synod trupi (łac. Synodus Horrenda) – synod zwołany przez papieża Stefana VI w 897 roku w Rzymie w celu pośmiertnego osądzenia papieża Formozusa. 
W tym okresie o władzę cesarską rywalizowali Arnulf, koronowany przez papieża Formozusa, oraz Lambert II. Po śmierci Formozusa i krótkim (15 dni) pontyfikacie Bonifacego VI na tronie papieskim zasiadł Stefan VI, który początkowo także popierał Arnulfa. Gdy jednak Lambert umocnił swoją władzę, zmienił stanowisko. Prawdopodobnie zmuszony przez cesarza zwołał synod, który miał na celu pośmiertne osądzenie oraz pozbawienie czci papieża Formozusa. W tym celu wydobyto jego zwłoki z grobu i przyodziano w szaty pontyfikalne. Następnie odcięto mu trzy palce służące mu do błogosławienia ludu, a po dokonaniu sądu poćwiartowane zwłoki wrzucono do Tybru. Wydarzenie to spowodowało wielkie oburzenie, zwłaszcza wśród duchownych wyświęconych przez Formozusa. W sierpniu 897 roku Stefan VI został aresztowany i uduszony.
Jeszcze w tym samym roku papież Teodor II unieważnił „synod trupi”. Na jego polecenie szczątki Formozusa wyłowiono z rzeki i pochowano z należną czcią. Sergiusz III (904–911) ponownie potępił Formozusa oraz unieważnił wszystkie nadane przez niego święcenia. Przy okazji pozbawił urzędów dostojników kościelnych, którzy otrzymali beneficja od potępionego papieża.

## W kulturze
Literacką wersję tego zdarzenia dał angielski poeta Robert Browning w poemacie Pierścień i księga (monolog Papieża).